# Чума, Валериан
Валериан Чума (пол. Walerian Czuma; 24 декабря 1890, Неполомицы — 7 апреля 1962, Пенли, Великобритания) — генерал бригады Войска Польского.

## Биография
Валериан Чума окончил гимназию, после чего переехал в Вену, где учился в Высшей сельскохозяйственной школе, участвовал в деятельности нелегального польского Стрелкового союза.
Во время Первой мировой войны — офицер Польских легионов, командовал батальоном в 3-м пехотном полку легионов, служил во второй «Железной» бригаде легионов. С 1915 года — поручик, с 1916 года — капитан. 4 июля 1916 года был тяжело ранен в битве под Польской Горой и был направлен на лечение, через полгода вернулся в строй.
В начале 1918 года генерал Юзеф Халлер направил его в Москву для эвакуации поляков из Советской России и их вербовки в польские войска. Затем В. Чума направился в Сибирь, где с августа 1918 года в чине майора занимался формированием 5-й польской стрелковой дивизии («Сибирской дивизии»), действовавшей затем против большевиков на стороне армии адмирала Александра Колчака. В состав дивизии входили несколько речных мониторов, патрулировавших Обь. После боёв с Красной армией дивизия 10 февраля 1920 года была разоружена под Красноярском. Чума содержался в тюрьмах Красноярска и Омска, с 6 ноября 1920 года — в Бутырской тюрьме в Москве.
После освобождения, 17 января 1922 года вернулся в Польшу, где после поправки здоровья вернулся в строй. Был произведён в полковники со старшинством с 1 января 1919 года.
После окончания Высших военных курсов в Варшаве занимал ряд командных должностей в Войске Польском. В декабре 1922 — мае 1927 года — командир дивизионной пехоты, исполняющий обязанности командира 19-й пехотной дивизии. В мае 1927 — феврале 1928 года — комендант Виленского укреплённого района. В марте 1928 — феврале 1939 года — командир 5-й пехотной дивизии. С 1 января 1929 года — генерал бригады. С 15 февраля 1939 года — комендант Пограничной охраны. Активно участвовал в деятельности ряда общественных организаций, в том числе Охраны могил польских героев (Straży Mogił Polskich Bohaterów), инициировавшей строительство кладбища защитников Львова.
После начала Второй мировой войны, 3 сентября 1939 года генерал Чума был назначен командующим обороной Варшавы. Под его руководством в короткое время удалось собрать для защиты города довольно значительные силы (около 70 тысяч солдат и офицеров) из отступавших к столице воинских частей и гражданских добровольцев. 6 сентября приказал открыть военные склады столицы и раздать оружие рабочим и всем желающим защищать город. В тот же день по его приказу был сформирован Рабочая бригада обороны Варшавы. 8 сентября главное командование войсками, оборонявшими столицу, принял командующий армией «Варшава» генерал Юлиуш Руммель, но Чума остался ответственным за защиту города до конца сопротивления 29 сентября 1939 года.
В немецком плену находился в лагерях VIIA Мурнау, VIIIE Иоганнисбрун, VIB Дёссель. В апреле 1945 года освобождён американскими войсками и затем эмигрировал в Великобританию, где занимался сельским хозяйством, не принимал участия в общественной жизни. В 1961 году перенёс тяжелое кровоизлияние в мозг и на следующий год скончался.
Племянники Валериана Чумы — Анджей, Бенедикт, Хуберт, Лукаш — в 1960-х были активистами подпольной антикоммунистической организации Рух.

## Память
В 1988 году в Польше была выпущена почтовая марка, посвящённая обороне Варшавы, с портретом генерала Чумы. В 2004 году перезахоронен (вместе с братом Владиславом) на кладбище Воинское Повонзки в Варшаве. Его имя присвоено улице в Варшаве, пункт пограничной охраны Варшава-Окенце (в аэропорту имени Фредерика Шопена), школе в Завадце.

## Награды
- Кавалерский крест Военного ордена Virtuti Militari;
- Золотой крест Военного ордена Virtuti Militari;
- Серебряный крест Военного ордена Virtuti Militari;
- Офицерский крест ордена Возрождения Польши;
- Крест Независимости с мечами;
- Крест Храбрых (четырежды);
- Золотой Крест заслуг;
- Командорский крест ордена Почётного легиона (Франция)
- Крест Леопольда (Бельгия)

## Братья
- Игнатий (1891—1963) — юрист. Окончил Ягеллонский университет, доктор права. С 1925 — профессор, в 1926—1928 — декан факультета права и общественно-экономических наук, в 1938—1939 — проректор Люблинского католического университета. В 1930—1935 — депутат Сейма от Беспартийного блока сотрудничества с правительством. В 1949 папа Пий XII присвоил ему титул папского камергера.
- Владислав (1893—1968) — офицер Войска Польского. Во время Первой мировой войны — в армии Австро-Венгрии, командир взвода, роты. Дважды ранен. В 1916 попал в русский плен. С 1918 служил в Сибирской дивизии под командованием своего брата. С 18 марта 1919 — капитан. Окончил ускоренный курс младшего класса Николаевской академии Генштаба в Томске (1919). После капитуляции дивизии в 1920 бежал из заключения в Красноярске (26 марта) и 28 мая перешёл линию фронта советско-польской войны (нелегально пробравшись почти через всю Советскую Россию). Служил в Войске Польском, с 1925 — майор. С 1937 — штабной офицер Горносилезской бригады, перед началом Второй мировой войны произведён в подполковники. В 1940 командовал 2-м батальоном 10-го полка 4-й пехотной польской дивизии во Франции, после эвакуации в Великобританию — комендант главной квартиры 3-й кадровой стрелковой бригады. Умер в эмиграции.